# راي فرنسيس
راي فرنسيس (بالإنجليزية: Ray Francis) هو لاعب كرة قاعدة أمريكي، ولد في 8 مارس 1893 في شيرمان في الولايات المتحدة، وتوفي في 6 يوليو 1934 في أتلانتا في الولايات المتحدة.

## وصلات خارجية
- راي فرنسيس على موقعبيزبول رفرنس.كوم (الدوري الرئيسي) (الإنجليزية)
- راي فرنسيس على موقع مشجعي الرسوم البيانية (الإنجليزية)